# Nylars
Nylars település Dániában, Bornholm szigetén.

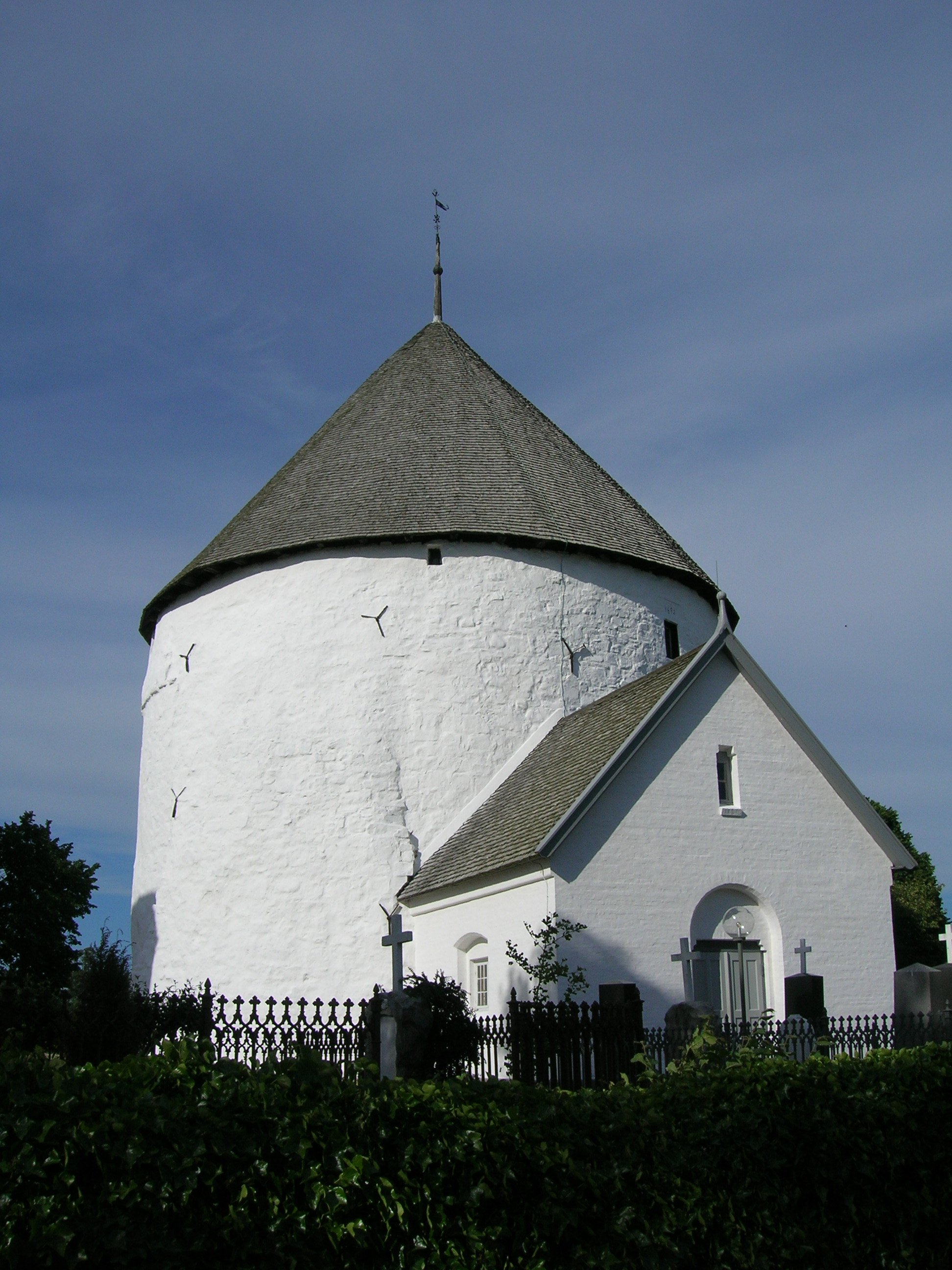
Nylars körtemploma

## Turizmus
A Bornholm szigetén található körtemplomok egyike Nylarsban található.

## Külső hivatkozások
- A körtemplomokról szóló cikk
- A templomosok szigete: Bornholm - a körtemplomokról Archiválva 2007. május 5-i dátummal a Wayback Machine-ben
- The churches of the Middle Ages[halott link], bornholm.info (angol)